# Chez Victor
Chez Victor est une chaîne de restaurants comptant en 2012 dix établissements dans la région de Québec (Québec, Canada). Cette chaîne fait sa réputation, avec sa spécialité d'hamburgers gourmets.

## Description

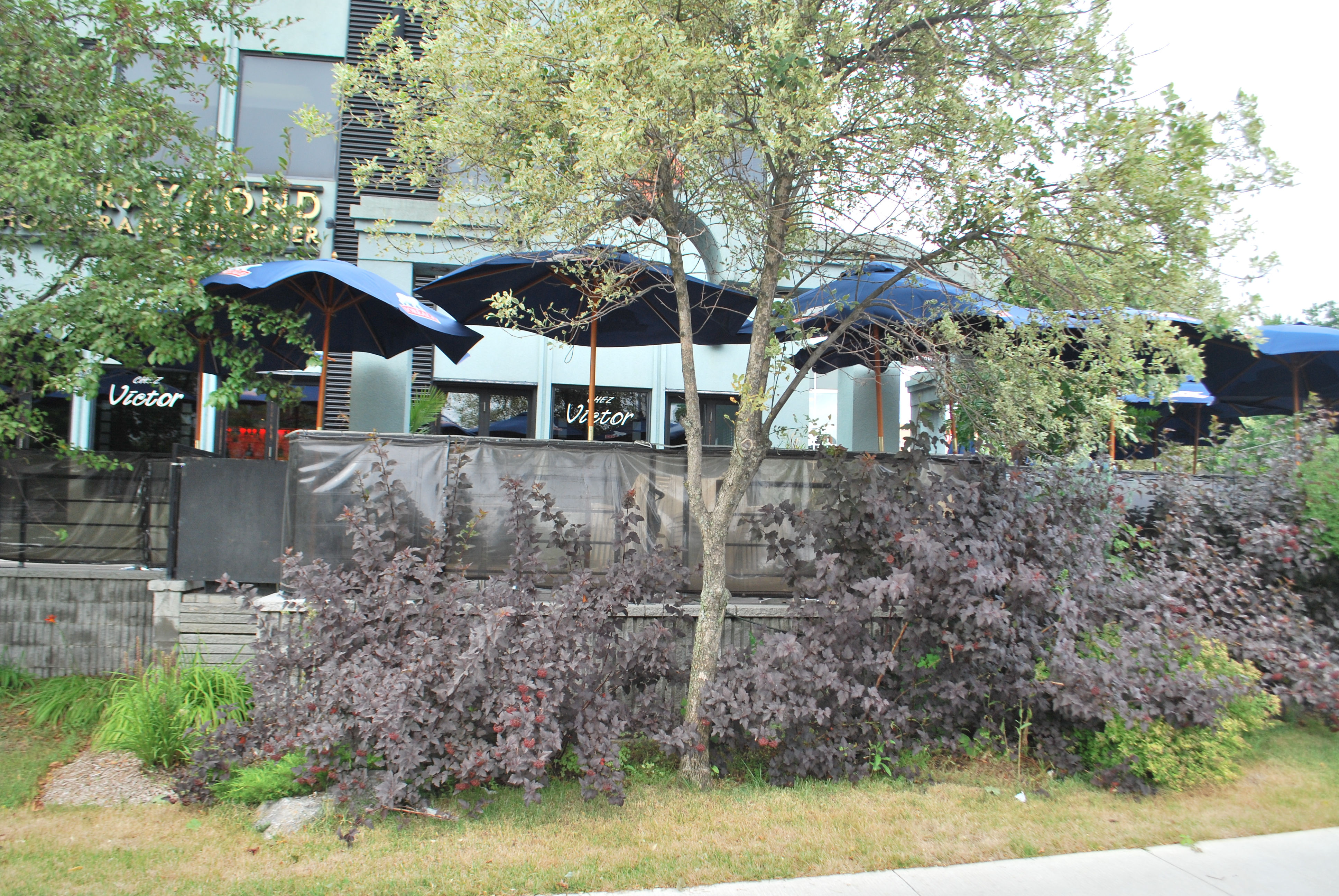
La succursale à l’angle de Chemin Sainte-Foy et rue du Chanoine-Scott.

Le premier Chez Victor ouvre ses portes sur la rue Saint-Jean à Québec en 1991. Il est suivi en 1999 par une seconde succursale sur le chemin Sainte-Foy puis d'une troisième à la Pyramide de Sainte-Foy à Sainte-Foy (maintenant fusionné à la ville de Québec),.  
Le décor varie entre les succursales, passant des murs de pierre portant des affiches de lieux ou de manifestations culturelles et des miroirs aux cadres rouges pour la succursale Saint-Jean aux murs de briques et gris portant des tableaux monochrômes de BD, aux fenêtres et portes carrelés pour la succursale du chemin Sainte-Foy.  Le design intérieur de la succursale Pyramide, alliant ardoise, bois et imprimés végétaux à des éclairages et banquettes rouges, verts et orangés, a pour sa part valu à son concepteur Pierre Bouvier deux prix au concours québécois Intérieurs Ferdie remis en décembre 2007,.
Le menu est constitué de burgers gourmets, à la viande ou végétariens, de sandwichs et de salades; l'endroit est connu pour la qualité des viandes utilisées et les mayonnaises accompagnant les frites,,,. Des spécialités peuvent apparaître exclusivement au menu de certaines succursales. Les critiques relèvent également la créativité des burgers offerts et des variétés de viande disponible, tout en faisant état de reproches occasionnels au service ou à l'ambiance bruyante lors d'affluence,,.

## Sources
- Bois-Houde, Stéphanie, Chez Victor: toujours plus!, Le Soleil (Québec), 21 novembre 2008, consulté en ligne le 17 juillet 2012.
- Marcotte, Sophie, Chez Victor - L'art du burger, journal Voir, 16 décembre 2010, consulté en ligne le 17 juillet 2012.
- LaFerrière, Michèle, Design d'intérieur: quatre coups de cœur à Québec, Le Soleil (Québec), 21 janvier 2008, consulté en ligne le 17 juillet 2012.
- Payne, Evelyn, Les bonnes fourchettes du mois in Histoire d'un soir, Le Devoir, 12 septembre 2008, consulté en ligne le 17 juillet 2012.
- Marcotte, Sophie, Chez Victor Saint-Paul C’est plus que du burger, Journal Voir, 12 juillet 2012, consulté en ligne le 17 juillet 2012.
- Renaud, Alix, Succès Bouf, Journal Voir, 23 juin 1999, consulté en ligne le 17 juillet 2012.
- Chez Victor, Fodor's 2012 Montreal & Quebec City, p. 266, , aussi disponible en ligne sur Fodor's travel intelligence, consulté en ligne le 17 juillet 2012.
- Chez Victor, Lonely planet guide, consulté en ligne le 17 juillet 2012.
- Chez Victor, Nile Guide, consulté en ligne le 17 juillet 2012.
- Chez Victor, site officiel, consulté en ligne le 17 juillet 2012.